# Tomas Milian
Tomas Milian, född Tomás Quintín Rodríguez 3 mars 1933 i Havanna, Kuba, död 22 mars 2017 i Miami, Florida, var en amerikansk-italiensk skådespelare.

## Utmärkelser
Milian vann Nastro d'argentos pris för bästa manliga biroll 1980 för Månen.

## Roller i urval
- 1959 – Den hårda natten
- 1960 – Den vackre Antonio
- 1962 – En trasslig härva
- 1962 – Det ljuva lättsinnet
- 1968 – Banditerna i Milano
- 1971 – Den sista filmen
- 1974 – Milano odia: la polizia non può sparare
- 1974 – Squadra volante
- 1976 – Borgarklassens galenskaper
- 1976 – Liberi armati pericolosi
- 1979 – Månen
- 1982 – Identifikation av en kvinna
- 1990 – Havanna
- 1991 – JFK
- 1997 – Amistad
- 1997 – Kärlek vid andra ögonkastet
- 2000 – The Yards
- 2000 – Traffic
- 2005 – The Feast of the Goat